# Valgene i Brasilien 2014
Der blev afholdt valg i Brasilien den 5. oktober 2014 til præsidentposten og nationalkongessen, som er navnet på Brasiliens parlament, samt til guvernørposter og parlamenterne i de enkelte delstater. I henhold til Brasiliens valglove blev der afholdt en anden valgrunde den 26. oktober 2014 for de kandidater til præsident- eller guvernørvalgene, der ikke i første runde opnåede over 50 % af stemmerne.

## Præsidentvalget
Vinderen af anden runde af præsidentvalget blev den siddende præsident Dilma Rousseff fra Arbejderpartiet (PT). 
Hun var udfordret af 11 andre kandidater, af hvilke senator fra Minas Gerais Aécio Neves fra centrumspartiet Brasiliens Sociale Demokratiske Parti (PSDB) anses som hendes hovedrival, efter kandidaten fra Brasiliens Socialistiske Parti (PSB), Eduardo Campos, døde ved et flystyrt 13. august 2014.